# 낙동남로
낙동남로(洛東南路)는 부산광역시 강서구 송정동 시계에서 사하구 하단동 하단 교차로까지 이어지는 부산광역시의 도로이다. 낙동대로의 남단에 위치하고 있다고 하여 낙동남로로 명명되었다. 전 구간이 국도 제2호선과 국도 제77호선, 부산광역시도 제10호선에 속한다.
시점인 강서구 송정동 시계에서 진해대로와 직결되며, 낙동강하구둑을 통과하는 것이 특징이다.

## 연혁
- 2009년 7월 8일 : 2개 이상 구·군에 걸쳐 있는 도로로 낙동남로를 고시[1]

## 전망대 건설
2021년 하반기부터 낙동남로의 노선 낙동강하구둑 일대 도로시설물에 낙동강 전망을 볼 수 있게 관광지 추진으로 공사가 진행되고 있다.

## 주요 경유지
부산광역시
- 강서구 송정동 - 사하구 하단동

## 노선
전 구간이 국도 제2호선, 국도 제77호선, 부산광역시도 제10호선에 속하기 때문에 이 세 노선에 대한 중복 표시는 따로 하지 않는다.
| 이름                    | 접속 노선                                                                                   | 소재지          | 소재지          | 비고            |
| 진해대로와 직결         | 진해대로와 직결                                                                             | 진해대로와 직결 | 진해대로와 직결 | 진해대로와 직결 |
| ----------------------- | ------------------------------------------------------------------------------------------- | --------------- | --------------- | --------------- |
| 녹송육교                | 국가지원지방도 제58호선 부산광역시도 제77호선 (가락대로)                                    | 부산광역시      | 강서구          |                 |
| 산양삼거리              | 부산광역시도 제7701호선 (녹산화전로)                                                        | 부산광역시      | 강서구          |                 |
| (녹산농협)              | 화전산단5로                                                                                 | 부산광역시      | 강서구          |                 |
| (이름 없음)             | 화전산단6로                                                                                 | 부산광역시      | 강서구          |                 |
| 본녹산삼거리            | 화전산업대로                                                                                | 부산광역시      | 강서구          |                 |
| 성산삼거리              | 국가지원지방도 제69호선 부산광역시도 제1001호선 (생곡로)                                    | 부산광역시      | 강서구          |                 |
| 녹산교 녹산제2교        |                                                                                             | 부산광역시      | 강서구          |                 |
| (이름 없음)             | 명지둑길                                                                                    | 부산광역시      | 강서구          |                 |
| 청량사어귀              | 부산광역시도 제21호선 (제도로)                                                              | 부산광역시      | 강서구          |                 |
| 진목1교 진목2교 진목3교 |                                                                                             | 부산광역시      | 강서구          |                 |
| 명지 나들목             | 부산광역시도 제31호선 (공항로) 르노삼성대로                                                 | 부산광역시      | 강서구          |                 |
| 낙동강하구둑            |                                                                                             | 부산광역시      | 사하구          |                 |
| 하구둑 교차로           | 부산광역시도 제66호선 (강변대로)                                                            | 부산광역시      | 사하구          |                 |
| 하단역                  |                                                                                             | 부산광역시      | 사하구          |                 |
| 하단 교차로             | 부산광역시도 제10호선 부산광역시도 제41호선 (낙동대로) 부산광역시도 제1002호선 (하신중앙로) | 부산광역시      | 사하구          | 종점            |

## 중앙버스전용차로
- 2008년 7월 2일부터 부산에서는 최초로 낙동남로의 하단교차로 ~ 낙동강하구둑 입구 구간에서 중앙버스전용차로제가 시범 실시되었으며, 동년 7월 14일부터 본격적으로 실시되고 있다. 원리는 서울에서 실시되고 있는 중앙전용차로와 같으나, 차이점은 서울과는 달리 평일 출ㆍ퇴근 시간에만 운영되며, 토ㆍ일ㆍ공휴일 및 평일의 다른 시간대에는 일반 차로로 운영된다.
- 버스전용차로 운영시간은 토·일·공휴일을 제외한 출근시간(07:00∼09:00)과 퇴근시간(17:30∼20:30)으로 시내버스, 마을버스 등 대중교통과 36인승 이상 대형 승합자동차의 통행이 가능하며 36인승 미만 16인승 이상 통학·통근용 승합차의 경우 부산지방경찰청의 지정을 받을 경우 전용차로 통행이 가능하다.

## 주요 건물 및 시설
- 녹명초등학교 (부산광역시 강서구 낙동남로 617)
- 녹산중학교 (부산광역시 강서구 낙동남로 659)
- 녹산배수펌프장 (부산광역시 강서구 낙동남로 762)

## 참고 문헌
- 『부산광역시 도시 계획과 내부 자료』(부산광역시, 2011)
- 『부산광역시 건설 방제관실 내부 자료』(부산광역시, 2012)
- 『부산광역시 도로 정비 기본 계획』(부산광역시, 2012)
- 『차량 교통량 조사 결과』(부산광역시, 2012)
- 네이버 지도(http://map.naver.com)